# Francesco Lentini
Francesco Lentini, född 1889 på Sicilien, död 22 september 1966 i Florida, var en man som föddes med tre ben, två uppsättningar könsorgan och en rudimentär fot som växte från knäet på hans tredje ben.